# Kuhalur
Kuhalur es una ciudad y nagar Panchayat situada en el distrito de Erode en el estado de Tamil Nadu (India). Su población es de 11753 habitantes (2011). Se encuentra a 41 km de Erode.

## Demografía
Según el censo de 2011 la población de Kuhalur  era de 11753 habitantes, de los cuales 5765 eran hombres y 5988 eran mujeres. Kuhalur tiene una tasa media de alfabetización del 63,63%, inferior a la media estatal del 80,09%: la alfabetización masculina es del 73,36%, y la alfabetización femenina del 54,21%.